# Campionati europei di atletica leggera 2022 - 10000 metri piani maschili
La specialità dei 10000 metri piani maschili ai campionati europei di atletica leggera 2022si è svolta tra il 18 e il 19 agosto all'Olympiastadion di Monaco di Baviera, in Germania.

## Podio
| Pos.    | Atleta              | Nazionalità | Tempo    | Note |
| ------- | ------------------- | ----------- | -------- | ---- |
| Oro     | Yemaneberhan Crippa | Italia      | 27'46"13 |      |
| Argento | Zerei Kbrom Mezngi  | Norvegia    | 27'46"94 |      |
| Bronzo  | Yann Schrub         | Francia     | 27'47"13 |      |

## Situazione pre-gara

### Record
Prima di questa competizione, il record del mondo (RM), il record europeo (EU) ed il record dei campionati (RC) erano i seguenti:
| Record                | Prestazione | Atleta                  | Data                                 | Competizione                                |
| --------------------- | ----------- | ----------------------- | ------------------------------------ | ------------------------------------------- |
| Record mondiale       | 26'11"00    | Joshua Cheptegei Uganda | 7 ottobre 2020 Valencia, Spagna      | NN Valencia World Record Day                |
| Record europeo        | 26'46"57    | Mo Farah Gran Bretagna  | 3 giugno 2011 Eugene, Stati Uniti    | Prefontaine Classic, Diamond League         |
| Record dei campionati | 27'30"99    | Martti Vainio Finlandia | 29 agosto 1978 Praga, Cecoslovacchia | Campionati europei di atletica leggera 1978 |

### Campione in carica
Il campione europeo in carica era:
| Campione | Atleta                 | Prestazione | Data                            | Competizione |
| -------- | ---------------------- | ----------- | ------------------------------- | ------------ |
| Europeo  | Morhad Amdouni Francia | 28'11"22    | 7 agosto 2018 Berlino, Germania | Europei 2018 |

### La stagione
Prima di questa gara, gli atleti europei con le migliori tre prestazioni dell'anno erano:
| Pos. | Atleta                     | Prestazione | Data                                                    |
| ---- | -------------------------- | ----------- | ------------------------------------------------------- |
| 1    | Yemaneberhan Crippa Italia | 27'16"18    | 14 maggio 2022 Londra, Regno Unito                      |
| 2    | Patrick Dever Regno Unito  | 27'23"88    | 6 marzo 2022 San Juan Capistrano, Stati Uniti d'America |
| 3    | Jimmy Gressier Francia     | 27'24"51    | 28 maggio 2022 Pacé, Francia                            |

## Risultati
| Pos. | Nome                          | Nazionalità      | Tempo    | Note                                     |
| ---- | ----------------------------- | ---------------- | -------- | ---------------------------------------- |
|      | Yemaneberhan Crippa           | Italia           | 27'46"13 |                                          |
|      | Zerei Kbrom Mezngi            | Norvegia         | 27'46"94 | Miglior prestazione personale            |
|      | Yann Schrub                   | Francia          | 27'47"13 | Miglior prestazione personale            |
| 4    | Jimmy Gressier                | Francia          | 27'49"84 |                                          |
| 5    | Pietro Riva                   | Italia           | 27'50"51 | Miglior prestazione personale            |
| 6    | Efrem Gidey                   | Irlanda          | 27'59"22 | Miglior prestazione personale            |
| 7    | Magnus Tuv Myhre              | Norvegia         | 28'02"18 | Miglior prestazione personale            |
| 8    | Nils Voigt                    | Germania         | 28'02"19 |                                          |
| 9    | Samuel Fitwi Sibhatu          | Germania         | 28'03"92 | Miglior prestazione personale            |
| 10   | Tadesse Getahon               | Israele          | 28'04"37 | Miglior prestazione personale            |
| 11   | Emile Cairess                 | Gran Bretagna    | 28'07"37 |                                          |
| 12   | Marc Scott                    | Gran Bretagna    | 28'07"72 | Miglior prestazione personale stagionale |
| 13   | Simon Debognies               | Belgio           | 28'08"60 |                                          |
| 14   | Roberto Aláiz                 | Spagna           | 28'14"86 |                                          |
| 15   | Yoann Kowal                   | Francia          | 28'17"39 |                                          |
| 16   | Aras Kaya                     | Turchia          | 28'23"77 |                                          |
| 17   | Juan Antonio Pérez            | Spagna           | 28'38"21 |                                          |
| 18   | Hiko Tonosa Haso              | Irlanda          | 28'38"82 |                                          |
| 19   | Filimon Abraham               | Germania         | 28'53"54 |                                          |
| 20   | Bjørnar Sandnes Lillefosse    | Norvegia         | 28'59"67 |                                          |
| 21   | Michael Somers                | Belgio           | 29'10"13 |                                          |
| 22   | Andreas Vojta                 | Austria          | 29'56"71 |                                          |
|      | Isaac Kimeli                  | Belgio           | dnf      | dnf                                      |
|      | Sam Atkin                     | Gran Bretagna    | dnf      | dnf                                      |
|      | Samuel Barata                 | Portogallo       | dnf      | dnf                                      |
|      | Jamal Abdelmaji Eisa Mohammed | Atleti Rifugiati | dnf      | dnf                                      |